# Социалистическая народная партия (Дания)
Социалистическая народная партия (СНП, дат. Socialistisk Folkeparti, SF) — левая политическая партия в Дании, основанная 15 февраля 1959 года исключенными из Коммунистической партии Дании умеренными во главе с её бывшим председателем Акселем Ларсеном. Ныне стоит на позициях экосоциализма, входит в Европейскую партию зелёных и Северный альянс зелёных и левых. Председатель с 2014 года — Пиа Ольсен Дюр. С 2022 года переводит своё название на английский как Green Left (Зелёные левые).

## История
Аксель Ларсен и его сторонники были исключены из рядов КПД за осуждение ими подавления Венгерского восстания 1956 года советскими войсками. Они желали сочетания социализма и демократии, а во внешней политике — независимости от СССР и КПСС, симпатизируя югославскому титоизму. Таким образом, СНП стала пионером скандинавского «народного социализма» (Folkesocialisme), подобно французской Объединённой социалистической партии и нидерландской Пацифистской социалистической партии искавшего срединный путь между просоветскими коммунистами и прозападными социал-демократами.
На своих первых выборах 1960 года СНП вошла в парламент с 6,1 % голосов и 11 депутатами, тогда как КПД потеряла свои мандаты. На парламентских выборах 1966 года достигла пика популярности (10,9 % голосов и 20 депутатских мандатов) благодаря непарламентской работе в движениях за мир, за охрану окружающей среды и против ядерной энергетики, но растратила свою поддержку из-за поддержки социал-демократического правительства, предпринимавшего антирабочие меры. В 1967 году её покинула значительная часть актива, создавшая новую марксистскую партию «Левые социалисты».
Партия выступила против вступления Дании в Европейское экономическое сообщество на референдуме 1972 года, что поспособствовало восстановлению членства. Под руководством Герта Петерсена с 1974 года СНП восстановила своё влияние и достигла своего пика с 27 местами в Фолькетинге в 1980-х годах, сосредоточившись на экологической и гендерной политике. Однако она столкнулась с внутренними конфликтами по поводу политики ЕЭС и вскоре обрела более радикального конкурента на левом фланге в лице Красно-зелёной коалиции, включающей «Левых социалистов», Компартию и Социалистическую рабочую партию, а затем и Коммунистическую рабочую партию.
В 1990-х СНП показывала неоднозначные результаты на выборах. Под руководством Хольгера Нильсена партия выступила против референдума по Маастрихтскому договору 1992 года, но поддержала Эдинбургское соглашение. СНП продолжала влиять на политику Дании, поддерживая социал-демократическое правительство Поуля Нюрупа Расмуссена с 1993 по 2001 год.  
Вилли Сёвндаль стал председателем партии в 2005 году, сместив СНП влево и сделав упор на профессионализм, фокус-группы и медиа-стратегии. В XXI веке свой лучший результат на парламентских выборах показала в 2007 году — 459 975 (13 %) голосов и 23 депутата. На парламентских выборах 15 сентября 2011 года партия получила 326 192 (9,2 %) голосов и 16 мест в Фолькетинге. Тем не менее, благодаря успешным для левоцентристского «красного блока» в целом выборам СНП оказалась в составе правящей коалиции Хелле Торнинг-Шмитт, что стало её первым непосредственным участием в кабинете министров, пока внутренние конфликты и разногласия не привели к выходу СНП из правительства в 2014 году. 
Действия левосоциалистической партии, поддержавшей даже запланированные ещё предыдущим либерально-консервативным правительством налоговую реформу и меры экономии, сказались на падении её поддержки, которое не сумел остановить выход СНП из правительства в начале 2014 года в знак протеста против продажи 19% акций энергетической компании Dong Energy группе New Energy Investment S.a.r.l., подразделению американского инвестиционного банка Goldman Sachs. На парламентских выборах в 2015 году партия получила лишь 4,2 % голосов и 7 мест из 179 в фолькетинге. 
Партия восстановила свои позиции на выборах 2019 года — получив 13,2 % на европейских и 7,7 % на парламентских выборах. После выборов 2019 года СНП поддержала правительство меньшинства во главе с социал-демократкой Метте Фредериксен. Хотя «красный блок» получил большинство на выборах 2022 года, однако премьер Фредериксен сформировала правительство единства с Венстре и Умеренными, и СНП в итоге стала крупнейшей оппозиционной партией. На выборах в Европейский парламент 2024 года СНП получила наибольшее количество голосов среди всех партий, впервые одержав победу на национальных выборах в Дании и избрав 3 евродепутатов: Киру Мари Петер-Хансен, Расмуса Нордквиста и Вилли Сёвндаля.

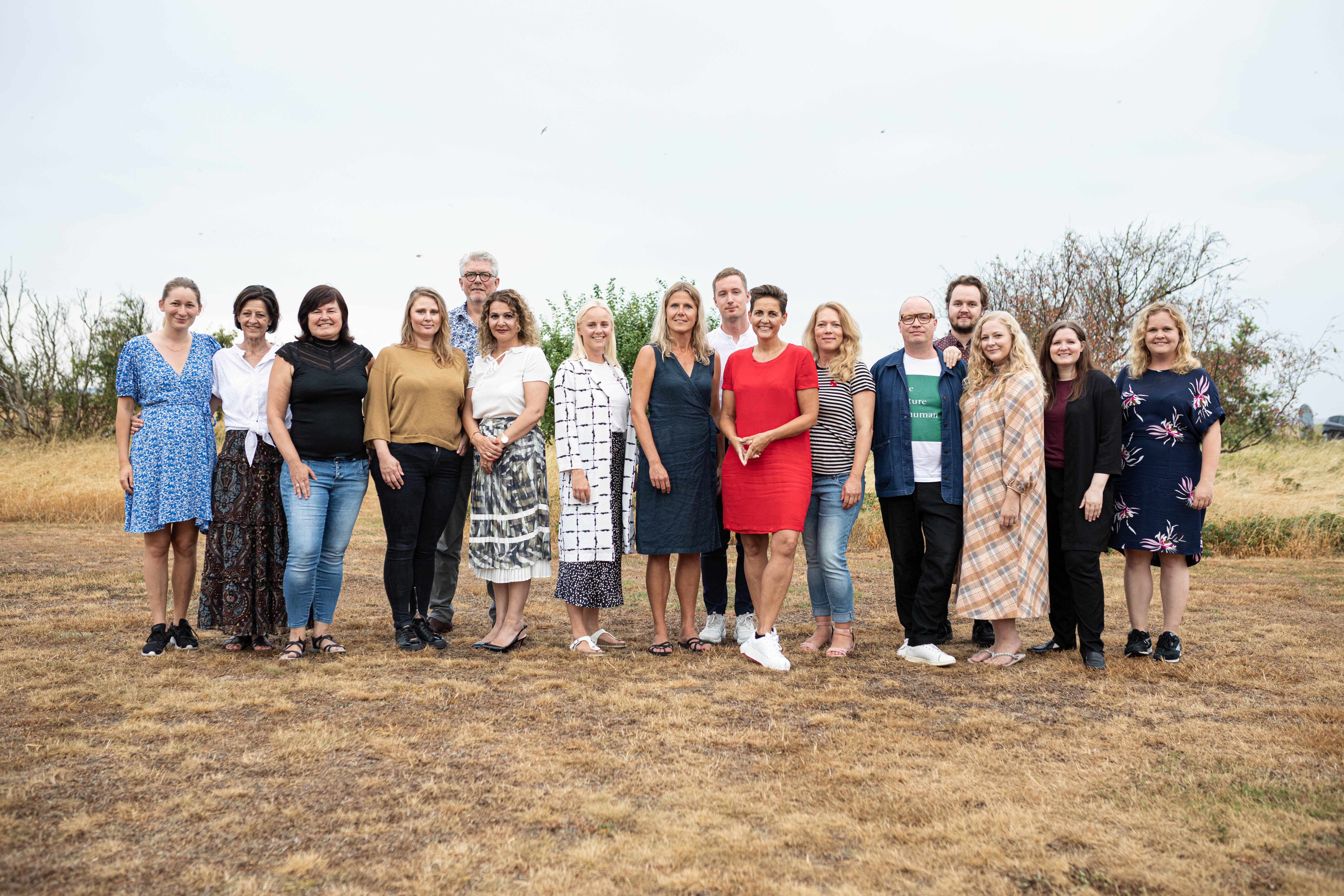
Депутатская фракция СНП (и евродепутат) в 2020 году

Молодёжная организация — Молодёжь социалистической народной партии (Socialistisk Folkepartis Ungdom, SFU).

## Участие в выборах
| Количество депутатских мандатов на парламентских выборах и на выборах в Европарламент |
|                                                                                       |
|                                                                                       |